# عيسى بن عبد المحسن آل علي
عيسى بن عبد المحسن آل علي هو الحاكم الرابع عشر في إمارة آل علي في حائل. استطاع استرداد الإمارة من آل رشيد الذين تعاهدوا مع آل سعود بمساعدة العثمانيين عام 1837، إلا أنه لم تمر عدة أشهر حتى استطاع آل رشيد استرداد إمارتهم بمساعدة آل سعود. وقتل عيسى في معركة بين حائل والمدينة المنورة في نفس العام. وبمقتله لم تعد أسرة آل علي إلى الحكم.
قام الأمير صحن بن علي برفض عمل آل الرشيد انتفاضا لابن عمه صالح بن عبد المحسن ال علي، يذكر الأمير ضاري الفهيد الرشيد انتفاض صحن بن علي.
غادر علي بن صالح بن عبد المحسن وبصحبته حارسه عبد الله بن خير الله حائل متخفيا وهاربا من سطوة ال الرشيد على الحكم بعدما قتل العديد من انصار الأمير صالح بن عبد المحسن.وخير الله الذي قتله عبد الله الرشيد في حكم الأمير محمد بن عبد المحسن.
يذكر الأمير ضاري الفهيد الرشيد حياة صالح عبد المحسن وأولاده في العراق عند زيارتهم إلى حائل، ومهدي بن علي بن الأمير صالح بن عبد المحسن الذي سكن العراق في النجف مع حارسه عبد الله وانتقل إلى الحلة.